# Stefanie van der Gragt
Stefanie van der Gragt, RON (Almelo, 1992. augusztus 16. –) Európa-bajnok és világbajnoki ezüstérmes holland női válogatott labdarúgó. Az Ajax hátvédje.

## Sikerei

### Klubcsapatokban
Holland bajnok (2):
- AZ Alkmaar (1): 2009–10
- FC Twente (1): 2015–16

 Holland kupagyőztes (1):
- AZ Alkmaar (1): 2010–11

 Spanyol bajnoki ezüstérmes (1):
- FC Barcelona (1): 2018–19

Bajnokok Ligája döntős (1):
- FC Barcelona (1): 2018–19

### A válogatottban
Hollandia
- Európa-bajnok: 2017
- Világbajnoki ezüstérmes: 2019
- Algarve-kupa győztes: 2018